# Райхштейн, Семён Давидович
Семён Давидович Райхштейн (22 февраля 1922, Одесса — 8 июля 1993, Москва) — советский дирижёр, педагог, профессор (1980), заслуженный артист РСФСР (1964).

## Биография
С 1930 по 1941 годы учился в Одесской специализированной музыкальной школе десятилетке имени П. С. Столярского по классу скрипки.
- 1941—1942 — красноармеец-музыкант 2 запасного стрелкового полка (Одесский военный округ);
- 1942—1945 — слушатель военного факультета Московской государственной консерватории, класс М. М. Багриновского;
- 1945—1946 — военный дирижёр образцового оркестра штаба Группы советских войск в Германии (ГСВГ);
- 1946—1950 — военный дирижёр 1 отдельного стрелкового полка (ГСВГ);
- 1950—1951 — военный дирижёр 36 горно-стрелкового полка (Северо-Кавказский военный округ);
- 1951—1959 гг. — заместитель начальника оркестра штаба Ленинградского военного округа;
- 1959—1971 гг. — начальник оркестра Военной академии им. Фрунзе (Москва).

На Всеармейских конкурсах военных духовых оркестров коллектив, возглавляемый С. Д. Райхштейном, дважды занимал призовые места: 2-е (1960) и 1-е (1970).
Несколько концертных программ с участием его оркестров записаны всесоюзной фирмой грамзаписи «Мелодия»
С 1971 года — преподаватель военно-дирижёрского факультета при Московской государственной консерватории им. П. И. Чайковского (с 1971 года — доцент, с 1980 года — профессор).
Среди его учеников: народный артист Украины, профессор полковник Салик Александр Яковлевич, заслуженный деятель искусств Казахской ССР, профессор, начальник Военно-оркестровой службы Вооружённых Сил Российской Федерации — Главный военный дирижёр генерал-лейтенант Афанасьев Виктор Васильевич.
С. Д. Райхштейн — автор блестящих инструментовок и переложений для духового оркестра. Среди них: «Симфоническая поэма» Д. Шостаковича, «Патетическая оратория» Г. Свиридова, сцены из балета Р. Щедрина, симфоническая поэма «Калина красная» и др.
Сестра — пианистка Циля Давыдовна Райхштейн.

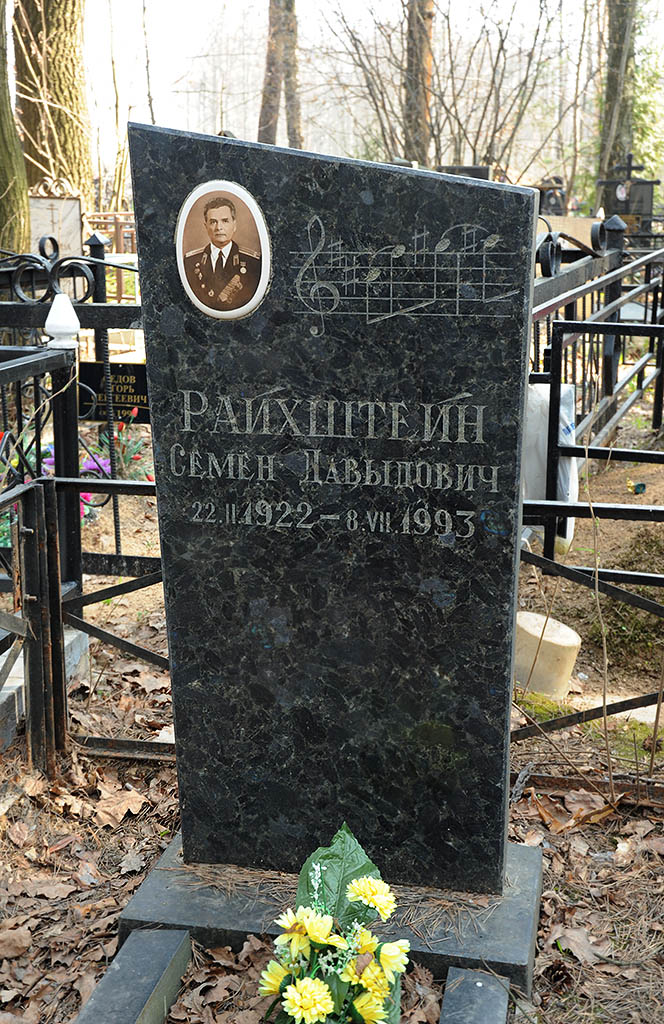
Могила Семена Давыдовича Райхштейна на Николо-Архангельском кладбище в Балашихе (Московская обл.)

Похоронен на Николо-Архангельском кладбище (участок 49А). На надгробии дирижера изображены четыре ноты. Предположительно это начало песни «Реки вавилонские» (англ. Rivers of Babylon) на текст библейского псалма 136, получившей широкую известность в исполнении поп-группы Boney M.

## Награды
Удостоен многочисленных советских наград, включая медали «За боевые заслуги», «За Победу над Германией» и др.